# Le Magnifique Mensonge
Albums de Éric Charden
Indochine 42 J’suis snob
Le Magnifique Mensonge est un album d'Éric Charden, sorti en 2002. 
Mixé par Alessandri Pier au Studio Harry'Son. 

## Liste des titres
1. Le Rien
2. Le Petit Martien
3. J'vous dis je t'aime
4. La Fille d'en face
5. Betty Boom
6. Un ange
7. Fatale
8. Nolwenn
9. Stone et Charden
10. Les Bourous
11. C'est doux
12. La Vie de Pounjah Bourou
13. Pense à moi (Bonus Track)
14. Le monde est gris, le monde est bleu (Bonus Track)